# Gerard Leeu

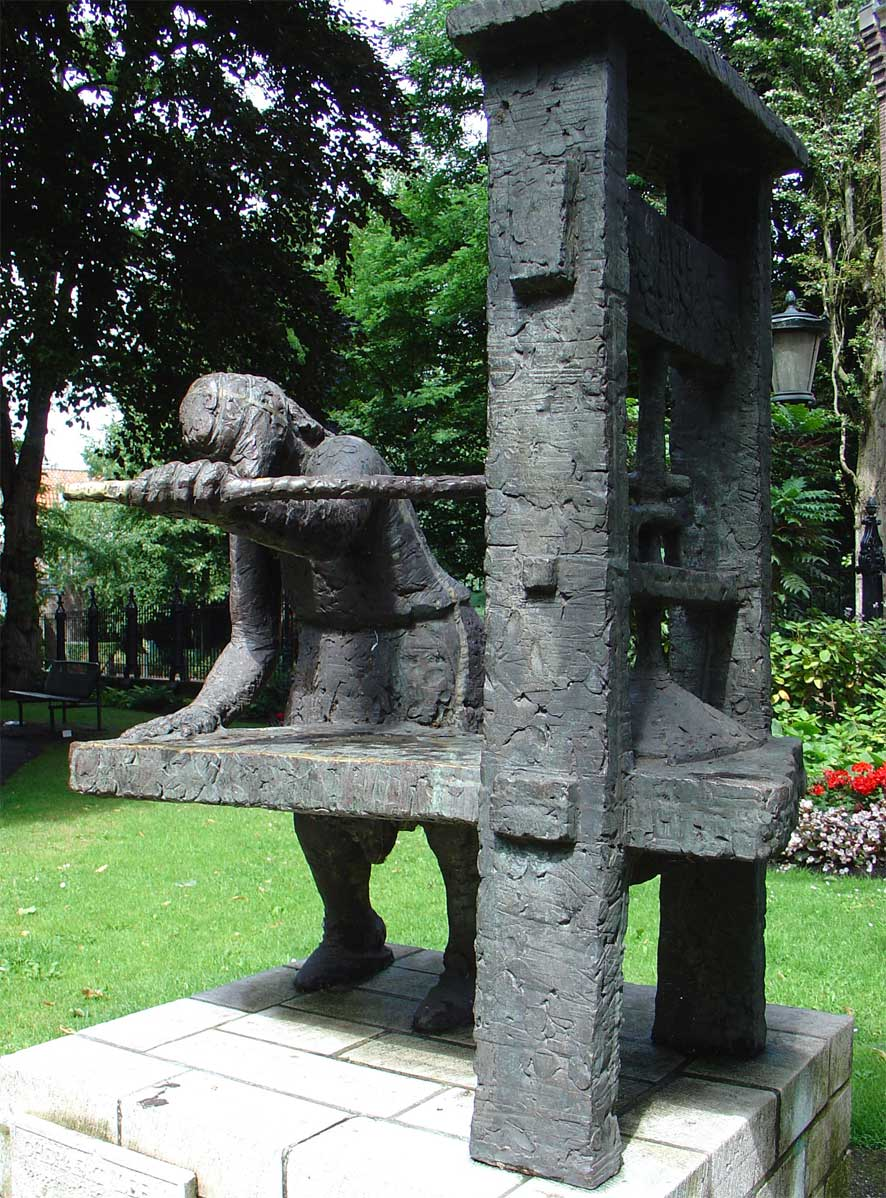
Gheraert Leeu drukker Gouda

Gerard o Gheraert Leeu, Leew, Lyon, o Leonis, (entre 1445 y 1450, Gouda - 1492, Amberes ) fue un impresor holandés de incunables .

## Obras
Leeu  imprimió su primer libro litúrgico) en mayo de 1477 en su tienda de Gouda, donde entre 1477 y 1484 produjo un total de unos 69 libros.  En 1484 se trasladó a Amberes, donde murió en 1492 a causa de una puñalada durante una pelea con uno de sus tipógrafos. 
Además de imprimir obras en latín y holandés, reimprimió algunas de las ediciones de William Caxton para el mercado inglés . Se trataba de The History of Jason, The History of Paris and Vienne and The Chronicles of England.
Publicó el Dialogus creaturarum en varias ediciones, la primera en 1480.  También imprimió una versión latina de la leyenda de Salomón y Marcolf, titulada Collationes quod dicuntur fecisse mutuo rex Solomon... et Marcolphus en 1488, a la que siguió en 1492 con una traducción al inglés, This is the dyalogus or communyng betw[i]xt the wyse King Solomon and Marcolphus. No está claro si la traducción al inglés se hizo a partir del holandés o del latín, pero es probable que Leeu hiciera la traducción en su propio taller de la edición latina anterior.